# Acollesis densisquamata
Acollesis densisquamata là một loài bướm đêm trong họ Geometridae.